# Picumnus (mythologie)
Pour les articles homonymes, voir Picumnus.
Dans la mythologie romaine, Picumnus est un dieu mentionné par Nonius Marcellus qui le rattache au pic-vert. Fils de Jupiter[source insuffisante], il est souvent associé, voire plus rarement identifié à Pilumnus.

## Rôle et culte
Picumnus est surtout associé à son frère Pilumnus, avec lequel il est présenté comme complémentaire :
- On les désigne parfois sous l'épithète de Sterquilinius[2][source insuffisante], représentant la culture :
  - Pilumnus (dont le nom est en rapport avec le pilon) représente le battage du grain ;
  - Picumnus l'engrais donné aux champs[2][source insuffisante].

- Les deux dieux étaient en même temps protecteurs de la naissance et des nouveau-nés[3], on préparait pour eux un repas à l'occasion des naissances :
  - Pilumnus écartait des nouveau-nés les mauvaises influences et les mauvais génies provenant de la forêt (Sylvanus)[4] ;
  - Picumnus donnait à l'enfant la vigueur et la santé[2][source insuffisante].